# هاروی فاکس
هاروی فاکس (انگلیسی: Harvey Fox؛ زادهٔ ۲۴ سپتامبر ۲۰۰۴) بازیکن فوتبال است.